# Louis Saul
Louis Saul (* 1953 in Frankfurt am Main) ist ein deutscher Autor, Filmregisseur und bildender Künstler. Sein Schwerpunkt liegt auf Dokumentarfilmen und Reportagen. Er lebt in Berlin.

## Leben
Louis Saul stammt aus Frankfurt am Main und studierte in Freiburg und München Kunstgeschichte, Soziologie und Politik. Sein Masterstudium in den Kommunikationswissenschaften schloss er als Magister ab. Seit Mitte der 1980er Jahre erstellt er Dokumentarfilme als Autor und Regisseur.
Auch künstlerisch war er an mehreren großen Projekten beteiligt, unter anderem 2002 mit einer Filmcollage an dem sWiSH* Pavillon auf der Schweizer EXPO.02 in Biel. Zusammen mit der Psychiatrischen Klinik der Ludwig-Maximilians-Universität München gestaltete Louis Saul im Themenpark Gesundheit bei der Expo 02 in Hannover den Bereich der Psychoneuroimmunologie. Er war freiberuflich mit seinem 2008 gegründeten Unternehmen dodolivin als Lampendesigner tätig.

## Filmografie (Auswahl)
- Bauern leben — Bauern sterben, 90 min, SWR, 1987, Doku über die Geschichte der deutschen Landwirtschaft.
- Widersprüche sind Triebkräfte, 45 min, SWR, 1988. Dokumentarfilm über ein Dorf in der DDR.
- Meilensteine der Naturwissenschaft und Technik, BR, NDR, DW, 1990ff.
- Das Beet, 1995, Murnau-Preis. Kurzspielfilm: Der Überfall einer Gang von Nacktschnecken auf ein frisch angepflanztes Gemüsebeet.
- Gott, der Mensch und die Wissenschaft, BR, 1996. Philosophischer Diskurs über die Grenzen von Glauben und Wissen.
- Futura, 3× 45 min., BR, 2000, Doku-Serie über Robotik, Genetik und Astronomie.
- Frei Otto - Von Seifenblasen und Zelten, Arte & SWR, 2005. Über die Ideenwelt des Architekten Frei Otto. (Regie, Autor)
- So isst Israel, SWR, BR, Arte, 2015. Co-Autor & Co-Regie. Doku-Reihe über Israelische Kultur  - durch die Küchentür. (Regie)
- Rummelplatz Alpen, ZDF, 2016, Arte, Doku über den Wirtschaftsraum Alpen. (Regie, Autor)
- Stromfresser Internet, ZDF, 2018. Film über die Nachhaltigkeit von Rechenzentren. (Regie)
- So is(s)t Argentinien, SWR, Arte, 2020. Doku-Reihe über Essen, Trinken, Menschen und Kultur in dem an Gourmetgenüssen reichen Land. (Regie)

## Bücher (Auswahl)
- Förderung essen Filme auf, Ölschläger, München 1984, ISBN 978-3-88295-104-2
- Gott, der Mensch und die Wissenschaft, Pattloch, München 1996, ISBN 978-3-62900-813-8
- Das Bollywood Fanbuch, Weltbild, Augsburg 2006, ISBN 978-3-89897-388-5
- Bauen für die Zukunft, Callwey, München 2014, ISBN 978-3-76672-104-4[4]